# Robin Page
Robin Frederick Page (født 2. november 1932 i London, død 12. maj 2015 i Canada) var en britisk-canadisk maler og billedhugger. Som professor var han tilknyttet forskellige tyske akademier for kunst.
Side blev kendt som en af lederne af kunstbevægelsen Fluxus og var grundlæggeren af kunstbevægelsen Jape Art. Han arbejdede under sit eget navn, men også under pseudonymet Bluebeard.